# Roger Howe

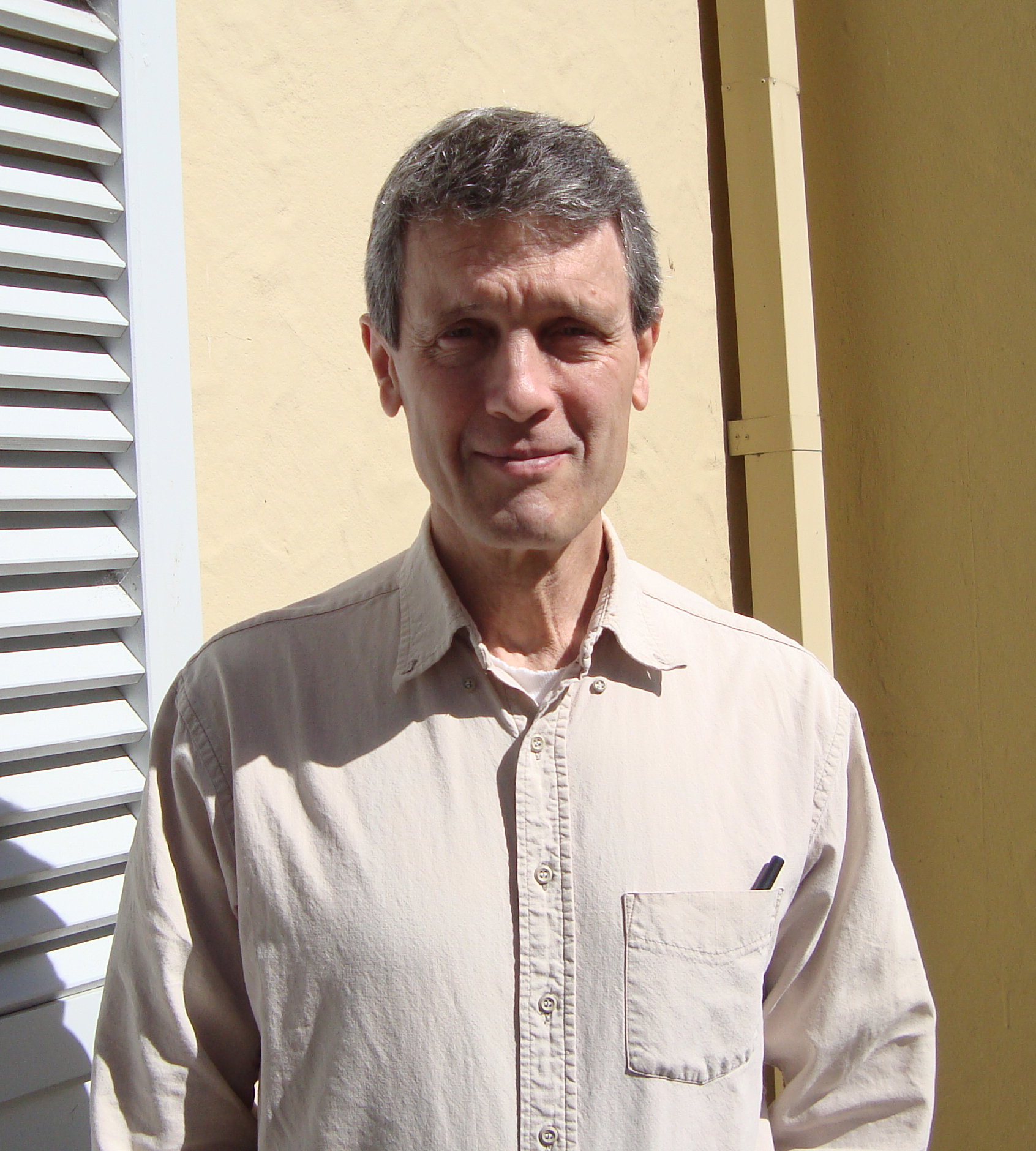
Roger Howe im Jahr 2010

Roger Evans Howe (* 23. Mai 1945 in Chicago) ist ein US-amerikanischer Mathematiker. Er befasst sich mit Darstellungstheorie, Automorphen Formen, Harmonischer Analysis und Invariantentheorie.

## Leben
Howe studierte an der Harvard University (Bachelor-Abschluss 1966) und wurde 1969 bei Calvin Moore an der Yale University promoviert (On representations of nilpotent groups). Ab 1969 war er Assistant Professor an der State University of New York at Stony Brook und ab 1975 war er Professor an der Yale University. 1971/72 war er am Institute for Advanced Study und 1973/74 Gastwissenschaftler in Bonn. Außerdem war er unter anderem Gastprofessor und Gastwissenschaftler an der Universität Tel Aviv, in Oxford, an der École Normale des Jeunes Filles in Paris, an der Hebrew University, an der University of California, San Diego, der Nationalen Universität von Singapur, in Japan, an der Rutgers University, der Universität Paris VII und in Hongkong.
1984 erhielt er den Lester Randolph Ford Award. Er ist Mitglied der National Academy of Sciences (1994) und der American Academy of Arts and Sciences (1993). 2006 erhielt er den Distinguished Public Service Award der AMS für sein Engagement in der Mathematikpädagogik. 1984/85 war er Guggenheim Fellow. Er ist Fellow der American Mathematical Society. 1964 gewann er als Student den William Lowell Putnam Wettbewerb.

## Schriften
- mit William H. Barker: Continuous symmetry: from Euclid to Klein, AMS 2007
- mit Eng Chye Tan: Non-abelian harmonic analysis: applications of SL (2, R), Springer Verlag 1992
- Remarks on classical invariant theory, Transactions of the American Mathematical Society, Band 313, 1989, S. 539–570
- On the role of the Heisenberg group in harmonic analysis, Bulletin AMS, Band 3, 1980, S. 821–843, Online
- Affine-like Hecke algebras and p-adic representation theory, in: Baldoni, Barbasch, Iwahori-Hecke algebras and their representation theory, CIME Summer School 1999, Lecture notes in mathematics 1804, Springer 2002